# Croce di Bolnisi

Croce di Bolnisi

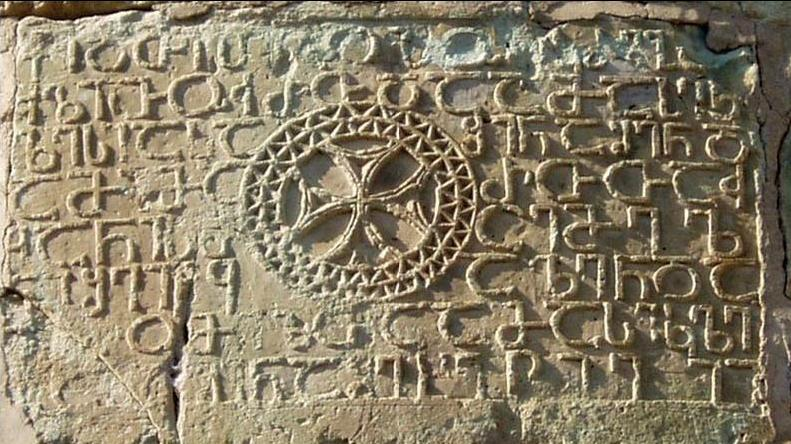
Le iscrizioni di Bolnisi sono i secondi campioni più antichi esistenti della scrittura georgiana. Al centro delle iscrizioni compare la "croce di Bolnisi".

La croce di Bolnisi (in georgiano ბოლნური ჯვარი? bolnuri ǰvari) è un simbolo della croce, tratto da un ornamento del V secolo presso la chiesa di Bolnisi Sioni, che venne utilizzato come simbolo nazionale della Georgia.
È una variante della croce patente popolare nel simbolismo cristiano della tarda antichità e del primo medioevo. Lo stesso simbolo ha dato origine a varianti di croci utilizzate durante le Crociate: la croce di Malta dei Cavalieri Ospitalieri e (tramite la Croce di Gerusalemme e la Croce Nera dell'Ordine Teutonico) la Croce di Ferro utilizzata dai militari tedeschi.
Le quattro piccole croci usate nella bandiera georgiana sono ufficialmente descritte come bolnur-kac'xuri (bolnur-katskhuri, ბოლნურ-კაცხური) anche se sono solo leggermente patente.